# SLC10A7
SLC10A7 (англ. Solute carrier family 10 member 7) – білок, який кодується однойменним геном, розташованим у людей на короткому плечі 4-ї хромосоми.  Довжина поліпептидного ланцюга білка становить 358 амінокислот, а молекулярна маса — 39 485.
| 10         |  | 20         |  | 30         |  | 40         |  | 50         |
| ---------- |  | ---------- |  | ---------- |  | ---------- |  | ---------- |
| MRLLERMRKD |  | WFMVGIVLAI |  | AGAKLEPSIG |  | VNGGPLKPEI |  | TVSYIAVATI |
| FFNSGLSLKT |  | EELTSALVHL |  | KLHLFIQIFT |  | LAFFPATIWL |  | FLQLLSITPI |
| NEWLLKGLQT |  | VGCMPPPVSS |  | AVILTKAVGG |  | NEAAAIFNSA |  | FGSFLGIVIT |
| PLLLLLFLGS |  | SSSVPFTSIF |  | SQLFMTVVVP |  | LIIGQIVRRY |  | IKDWLERKKP |
| PFGAISSSVL |  | LMIIYTTFCD |  | TFSNPNIDLD |  | KFSLVLILFI |  | IFSIQLSFML |
| LTFIFSTRNN |  | SGFTPADTVA |  | IIFCSTHKSL |  | TLGIPMLKIV |  | FAGHEHLSLI |
| SVPLLIYHPA |  | QILLGSVLVP |  | TIKSWMVSRQ |  | KKLLQTRGPL |  | ANLNNPEGLE |
| YLSIKFGH   |  |            |  |            |  |            |  |            |

A: Аланін

C: Цистеїн

D: Аспарагінова кислота

E: Глутамінова кислота

F: Фенілаланін

G: Гліцин

H: Гістидин

I: Ізолейцин

K: Лізин

L: Лейцин

M: Метіонін

N: Аспарагін

P: Пролін

Q: Глутамін

R: Аргінін

S: Серин

T: Треонін

V: Валін

W: Триптофан

Задіяний у таких біологічних процесах як транспорт іонів, транспорт, транспорт натрію, симпортний транспорт, альтернативний сплайсинг. 
Білок має сайт для зв'язування з іоном натрію. 
Локалізований у мембрані.